# Nome
Nome je aljašské město ležící na Sewardově poloostrově. Žije zde přibližně 3 700 obyvatel, z toho je více než polovina Eskymáků.
V roce 1898 bylo na nedalekém potoce Anvil Creek nalezeno zlato a na místě vznikl velký stanový tábor, který se časem změnil v město. V roce 1906 město navštívil Roald Amundsen na lodi Gjøa po prvním úspěšném proplutí severozápadní cestou. V roce 1909 zde žilo přes dvacet tisíc lidí, pak zlatá horečka opadla a většina lidí odešla, ale Nome zůstalo důležitým přístavem a střediskem západní části Aljašky.
V zimě roku 1925 ve městě vypukla epidemie záškrtu a vyskytlo se několik úmrtí. Zásoby séra ale ve městě došly a proto místní lékař Welch vyslal radiotelegram s urgentní žádostí o sérum. Bez něj by se úmrtnost u domorodé populace blížila sto procentům, protože domorodci neměli proti záškrtu žádnou imunitu. Jediným způsobem spojení města s okolním světem byla psí spřežení, protože v zimě moře kolem Nome zamrzá a tehdejší letadla nebyla v tak extrémních podmínkách použitelná. Psí spřežení vezoucí sérum nakonec urazilo vzdálenost 1085 km za pouhých 5 a půl dne a obyvatele města zachránilo. Balto, vůdčí pes prvního spřežení, které dorazilo do cíle, se stal národním hrdinou a v newyorském Central Parku mu byla odhalena socha. Na počest této události je na části této trasy dnes každoročně pořádán závod psích spřežení Iditarod. Příběh popsal český spisovatel František Omelka v povídce Štafeta.
Vzniku názvu města se věnuje jedna z povídek Otakara Batličky, podle níž kartograf připravující mapu Aljašky napsal k tomuto městu Nomen (latinsky jméno), protože neznal jeho název a potřeboval jej do mapy ještě doplnit, avšak pak na to zapomněl a latiny neznalý tiskař slovo s malou chybou vysázel.

## Klima
| Nome – podnebí                            | Nome – podnebí | Nome – podnebí | Nome – podnebí | Nome – podnebí | Nome – podnebí | Nome – podnebí | Nome – podnebí | Nome – podnebí | Nome – podnebí | Nome – podnebí | Nome – podnebí | Nome – podnebí | Nome – podnebí |
| Období                                    | leden          | únor           | březen         | duben          | květen         | červen         | červenec       | srpen          | září           | říjen          | listopad       | prosinec       | rok            |
| ----------------------------------------- | -------------- | -------------- | -------------- | -------------- | -------------- | -------------- | -------------- | -------------- | -------------- | -------------- | -------------- | -------------- | -------------- |
| Nejvyšší teplota [°C]                     | 10,6           | 8,9            | 6,7            | 15,6           | 25,6           | 30,0           | 30,0           | 28,3           | 21,7           | 15,0           | 10,0           | 6,1            | 30,0           |
| Průměrné denní maximum [°C]               | −10,4          | −8,4           | −8,0           | −1,4           | 6,4            | 12,8           | 14,3           | 13,3           | 9,4            | 2,2            | −4,3           | −8,8           | 1,4            |
| Průměrná teplota [°C]                     | −14,7          | −12,8          | −12,4          | −5,2           | 2,9            | 9,1            | 11,1           | 10,1           | 6,2            | −0,9           | −7,7           | −12,7          | −2,2           |
| Průměrné denní minimum [°C]               | −18,9          | −17,1          | −16,9          | −8,9           | −0,6           | 5,3            | 7,9            | 6,9            | 2,9            | −3,9           | −11,0          | −16,7          | −5,9           |
| Nejnižší teplota [°C]                     | −47,8          | −41,1          | −43,3          | −34,4          | −23,9          | −6,7           | −2,2           | −5,0           | −12,8          | −23,3          | −39,4          | −41,1          | −47,8          |
| Průměrné srážky [mm]                      | 23,9           | 25,1           | 18,8           | 18,8           | 22,6           | 25,1           | 59,7           | 81,8           | 55,9           | 46,7           | 32,3           | 26,7           | 437,4          |
| Maximální srážky [mm]                     | 113,5          | 112,8          | 76,5           | 62,7           | 74,9           | 112,0          | 214,1          | 217,9          | 189,5          | 187,2          | 111,5          | 100,6          | 749,0          |
| Sněžení [cm]                              | 34,0           | 37,3           | 27,2           | 17,3           | 4,8            | 0,5            | 0              | 0              | 1,3            | 11,9           | 30,7           | 40,1           | 205,2          |
| Dní s deštěm                              | 10,0           | 10,5           | 8,8            | 7,9            | 8,8            | 8,7            | 12,6           | 14,8           | 13,6           | 12,9           | 11,0           | 11,4           | 131,0          |
| Zdroj: Národní úřad pro oceán a atmosféru |                |                |                |                |                |                |                |                |                |                |                |                |                |